# Плювако Володимир Олексійович
Плювака Володимир Олексійович — заслужений шахтар України, нагороджений орденом «За заслуги» III ступеня, багатолітній гірник шахти «Луганська». Батько підприємця Олександра Плювако.
За трудові заслуги відзначений на Алеї трудової слави ВДНГ Української РСР, лауреат державної премії СРСР, нагороджений орденом Жовтневої революції, орденом трудового червоного прапору, орденом Дружби народів, орденом відзнаки пошани, медаль За трудову доблесть, медаль Ветерана праці. Почесний шахтар СРСР, ковалер 3-х ступенів шахтарської слави, почесний громадянин міста Луганськ. 